# 4-methylpentan-2-ol
4-methylpentaan-2-ol, met als gebruikelijke triviale naam methylisobutylcarbinol (MIBC), is een heldere, ontvlambare vloeistof die slecht of niet oplosbaar is in water, maar goed oplosbaar in alcoholen, ether en andere organische solventen. Ze reageert met sterk oxiderende stoffen.

## Synthese
4-methylpentaan-2-ol is een bijproduct bij de hydrogenering van mesityloxide tot methylisobutylketon (MIBK). Om meer 4-methylpentaan-2-ol te bekomen gebruikt men een overmaat waterstofgas, of men kan ook rechtstreeks MIBK hydrogeneren. Beide verbindingen kunnen gescheiden worden door destillatie.

## Toepassingen
Enkele toepassingen van 4-methylpentaan-2-ol zijn:
- oplosmiddel voor verfstoffen, nitrocellulose, lakken, fenolharsen, was en natuurlijke harsen
- oplosmiddel voor extractie en om chemische reacties te laten plaatsvinden
- flotatiemiddel in de mijnbouw
- component van hydraulische vloeistoffen
- intermediaire stof voor de synthese van hogere alcoholen en van oppervlakteactieve stoffen